# استانیمیر آندونوف
استانیمیر آندونوف (بلغاری: Станимир Андонов؛ زادهٔ ۳۰ سپتامبر ۱۹۸۹) بازیکن فوتبال اهل بلغارستان است.